# ماثيو لويد
ماثيو لويد (بالإنجليزية: Matthew Lloyd)‏ ولد بتاريخ 24 مايو 1983 في ملبورن، هو دراج أسترالي في صنف سباق الدراجات على الطريق. شارك في دورة الألعاب الأولمبية الصيفية.

## سجل النتائج

### سباقات أو مراحل فاز بها
- طواف إيطاليا

## وصلات خارجية
- الموقع الرسمي

## روابط خارجية
- ماثيو لويد على موقع الاتحاد الدولي للدراجات (الإنجليزية)
- ماثيو لويد على موقع أرشيف الدراجات (الإنجليزية)
- ماثيو لويد على موقع إحصائيات الدراجات الإحترافية (الإنجليزية)
- ماثيو لويد على موقع نسبة الدراجات (الإنجليزية)
- ماثيو لويد على موقع CycleBase (الإنجليزية)
- ماثيو لويد على موقع أوليمبيديا (الإنجليزية)